# Німецький ягдтер'єр
Німецький ягдтер'єр (англ. German Hunting Terrier) — порода мисливських собак, виведена спеціально для полювання. Їх не заводять в якості компаньйонів, це робочі собаки які потребують регулярного полювання. Собак потрібно використовувати за призначенням тому що ці собаки стануть злими, агресивними, кидатимуться і патратимуть усіх котів, що попадуться їм на очі, будуть незадоволеними і змученими.

## Опис, характер
Компактна, невелика собака. Вуха невеликі, високо посаджені. Темні, невеликі очі. Забарвлення чорно або темно коричневе з підпалинами рудого або бурого кольору. Це віддана, добра собака, яка любить бути постійно в центрі уваги, її потрібне постійне спілкування. Вони самі собі обирають господаря, з членів сім'ї того, хто приділяє їм більше уваги. До незнайомих людей може бути агресивний.

## Історія
Виведення цих собак розпочалось у 1923 році кінологами — мисливцями. Родоначальниками стали читири чорно — рудих тер'єрів з розплідника Ганса Гекка, отриманих від в'язки темноокрашенной суки фокс тер'єра з жорсткошерстих англійською тер'єром, а далі, ще з вельш тер'єром, це закріпило теперішній їх вигляд. В 1924 році було засновано перший породний клуб.